# Épuration à la Libération en France

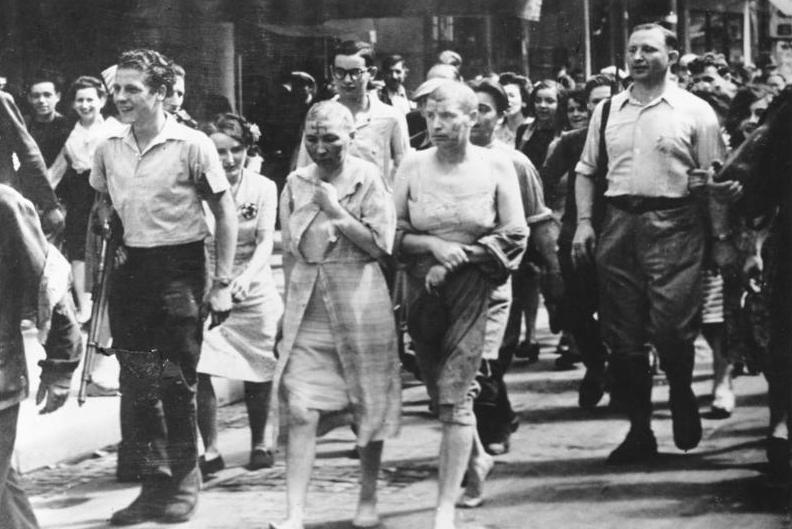
Femmes françaises accusées de collaboration et tondues (Paris, été 1944).

L’épuration à la Libération en France est l'expulsion des personnes ayant collaboré avec les autorités d’occupation nazies ou considérées comme telles.
Une épuration politique et antisémite par le régime de Vichy a eu lieu entre 1940 et 1944.
À la Libération, avant que les cours de justice et chambres civiques ne soient créées et installées, et à la faveur des mouvements de foules où la joie, le désir de vengeance et les règlements de comptes se mêlent, résistants et populations s’en prennent aux collaborateurs, ou considérés comme tels. L’épuration extra-judiciaire, appelée aussi épuration de voisinage, épuration populaire, parfois qualifiée non sans ambiguïté de « sauvage » ou « sommaire » entraîna la mort d'environ 9 000 personnes, dont un tiers par des résistants. Le député socialiste Adrien Tixier, ministre de l’Intérieur en mars 1945, affirme aux représentants de De Gaulle que 105 000 exécutions ont eu lieu entre août 1944 et mars 1945, un chiffre largement repris dans le public à l’époque. Ces exécutions sont alors l’objet d’une légende noire, où les chiffres deviennent de vrais arguments dans les tentatives de réhabilitation de certains collaborationnistes. Des « profiteurs » de l’épuration créent également de toutes pièces des éléments d’accusation afin de s'approprier des biens (par enchères convenues et interposées) ou d'assouvir leur vengeance à l'encontre de certains pour des motifs personnels.
À partir de 1944, l’épuration judiciaire prend le relais. Elle s’exerce par l’entremise de tribunaux d’exception : la Haute Cour de justice, les cours de justice et les chambres civiques pour les actions non réprimées par le code pénal. Le jury d'honneur juge les élus. L’épuration légale concernera plus de 311 263 dossiers, dont 124 613 personnes seront jugées (98 436 seront condamnées, soit 76,5%, tandis que 29 361 seront acquittées dont 3184 pour "faits de résistance"), les peines allant de cinq ans d'indignité nationale à la peine de mort. Soucieux de réduire rapidement la fracture entre les Français, le Gouvernement de la République française vote trois amnisties pour les épurés, dès 1947, puis en 1951 et 1953.
L'épuration touche tous les secteurs d’activité et toutes les couches de la société.
L’épuration devient très rapidement un sujet polémique. Les premiers à écrire sur ce thème sont les épurés eux-mêmes ou les épurateurs, ce qui ne favorise pas la neutralité des propos.
Le cinquantenaire de la fin de la Seconde Guerre mondiale, au milieu des années 1990, est l’occasion de nombreuses études qui jettent une lumière nouvelle sur cette période extraordinaire, au sens propre du terme, qu’est la Libération. C'est également le moment de synthétiser l’ensemble des travaux concernant celle-ci.
Les dernières enquêtes réalisées par le Comité d'histoire de la Seconde Guerre mondiale (CHDGM) et son successeur, l’Institut d’histoire du temps présent (IHTP), donnent pour 84 départements (sur 90 en 1945) le chiffre de 8 775 exécutions sommaires lors de l’épuration extra-judiciaire, auxquelles s'ajoutent environ 1 500 condamnations à mort prononcées entre 1944 et 1951 par la Haute Cour de justice et les cours de justice (791 ou 767 suivant les enquêtes) et par les cours martiales (769 pour 77 départements selon l’IHTP). En outre, environ dix mille condamnations à la dégradation nationale sont prononcées.
L’épuration aurait donc fait au total entre 10 000 et 11 000 morts, l’essentiel des exécutions sommaires ayant eu lieu immédiatement après la Libération (date qui a varié selon les régions). L'épuration est considérée comme limitée en comparaison de la répression effectuée par les nazis et les Français collaborationnistes lors de l'Occupation, dont on estime qu’elle a causé 200 000 morts[réf. nécessaire].

## Épurations extrajudiciaires
La Libération prend dans certaines régions des allures d'émeute ou de guerre civile. Des territoires sont dominés par des « seigneurs » de la Résistance où les représentants de l'État, fraîchement investis, ne peuvent pénétrer.
Cependant, toutes les régions françaises récemment libérées connaissent une épuration extra-judiciaire, tout d’abord durant l’occupation, où des collaborateurs sont exécutés. Lorsque des collaborateurs sont tués par des résistants organisés, la décision émane le plus souvent d’une « cour martiale » ou d'un « tribunal » de fait. Dans le cas d’actes individuels, l’auteur ne s’embarrasse pas de semblant de légalité. D’autres collaborateurs sont menacés de représailles s’ils ne cessent pas leurs activités. Durant la Libération, dans le feu de l’action, des collaborateurs avérés ou supposés subissent des procédures extrajudiciaires. Ils peuvent être tués ou séquestrés en attendant un jugement.

### Femmes tondues

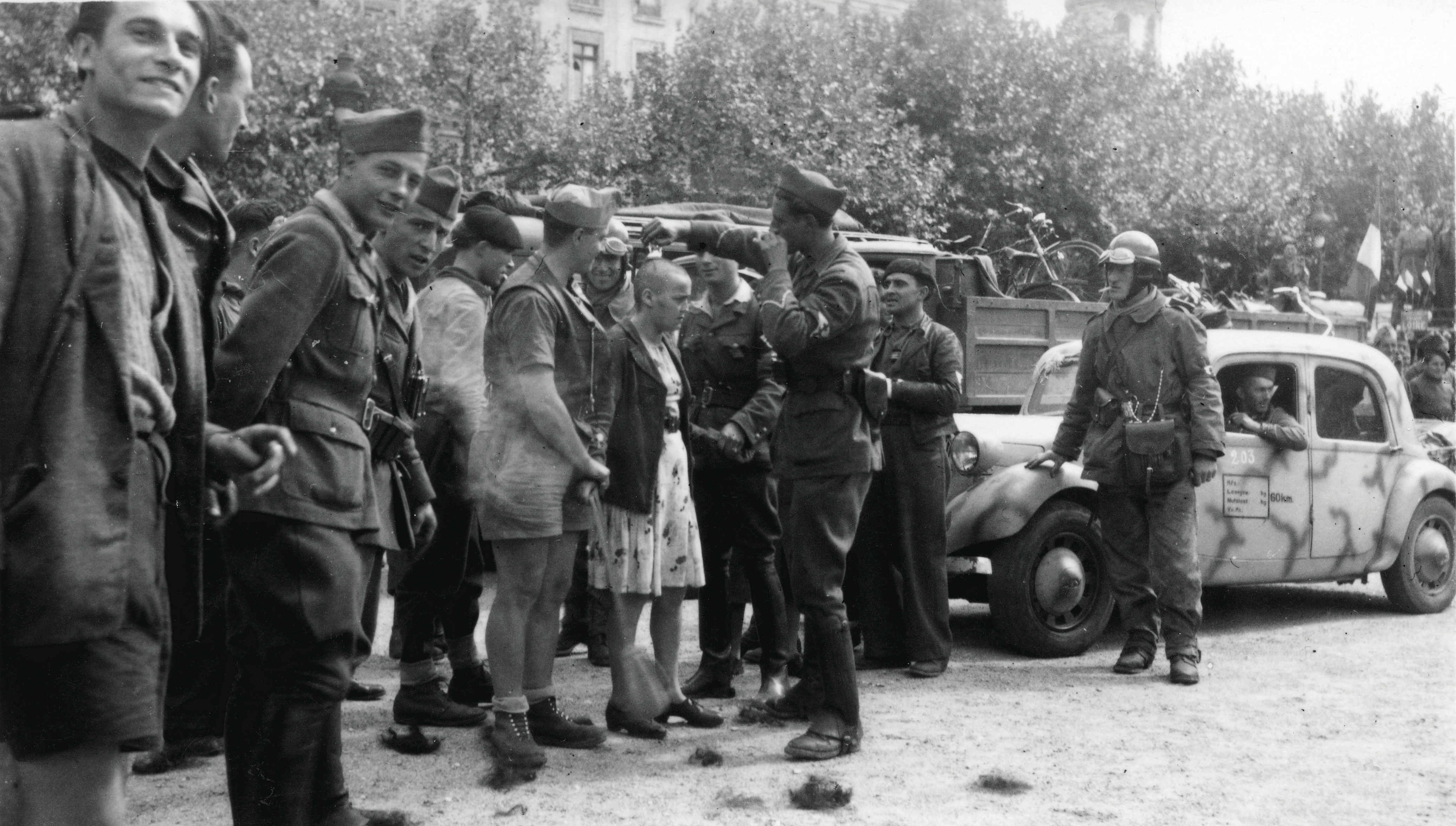
Durant la journée du 3 Août 1944 à la libération de Lyon, la tonte des femmes ayant collaboré est organisée.

La collaboration féminine est souvent sanctionnée par la tonte des cheveux,,,, des femmes jugées coupables (quelques cas d'hommes collaborateurs tondus sont également recensés). Les femmes tondues à la Libération sont accusées par la foule de « collaboration horizontale » (relation sexuelle avec l'occupant), un fait qui n'est pas incriminé dans le code pénal. Que les relations entre ces femmes et les Allemands soient de nature sexuelle ou pas, la tonte peut servir d’exutoire pour une population frustrée durant quatre ans, mais est plus une cérémonie misogyne de reconquête du corps des femmes et du territoire (urbain ou rural) via le cortège qui promène la tondue dans les rues et les chemins. Cette tonte n'est pas simplement vue comme une sanction mais aussi, avant la Libération, comme une prévention en désignant les personnes qui auraient pu aider l'ennemi (peur de la cinquième colonne). Le compte est difficile à faire, mais Fabrice Virgili propose un ordre de grandeur d'une vingtaine de milliers de femmes tondues. Les vraies collaboratrices côtoient celles qui ne l’étaient pas : les femmes amoureuses (par exemple : celles qui ont refusé de quitter leur concubin ou leur mari allemand, lors des évacuations de civils des bases de sous-marins de Saint-Nazaire, Lorient et Dunkerque), celles qui étaient des prostituées et celles qui étaient livrées à elles-mêmes durant le conflit et qui, pour pouvoir survivre, ont dû se mettre au service de l’occupant, le plus souvent comme lingère ou femme de ménage.

### Querelle des chiffres de l’épuration extrajudiciaire
Très tôt, l’Épuration est un sujet pour les libraires et les journaux, mais au début, ce sont surtout des témoignages d’épurés ou d’épurateurs peu enclins à en donner une image neutre. Les journaux d’extrême droite et d’anciens vichystes relaient la légende noire de l’épuration. Cette légende pourrait être le fait de l’anticommunisme d’un journaliste américain, ayant indiqué que 50 000 personnes furent abattues par les « rouges » dans le seul Sud-Est. Ce genre d’information est extrapolé par tous ceux qui voient dans la libération de la France la prochaine victoire des communistes à la faveur d’une véritable guerre civile.
Le gouvernement ne dément pas les chiffres qui circulent. Ainsi, en novembre 1944, le ministre de l’intérieur Adrien Tixier avance le chiffre de 100 000 victimes de l’épuration. Jean-Pierre Rioux pense que le gouvernement pourrait laisser gonfler les chiffres pour ramener ainsi dans son giron les populations peu enclines à affronter une révolution alors que la guerre n’est pas finie. Les enquêtes historiques parues dans Rivarol en 1951, Défense de l’Occident en 1957, ou Lectures françaises (Le livre noir de l’épuration d’Henry Coston en 1964) émanent de ce que le chercheur américain Peter Novick (en) appelle le « camp des victimes ». Ouvrages et articles polémiques, ils reprennent généralement les chiffres les plus importants, les faits divers et les abus les plus marquants, souvent issus de sources gouvernementales ou de personnes ayant vécu l'épuration (bourreaux et victimes).
À la suite de questions écrites à l’Assemblée nationale, le ministre de l’Intérieur Jules Moch lance une première enquête par l’intermédiaire des préfets, pour laquelle le total est de 9 673 exécutions sommaires,. La seconde enquête, plus pointue, intervient en 1952. Elle sépare 8 867 morts soupçonnés de collaboration, et 1 955 victimes pour lesquels on n’a pas pu déterminer de mobile. Soit un total de 10 822 exécutions.
L'un des plus grands travaux historiques sur la question de l’épuration est une somme écrite en dix ans (1966-1975) par Robert Aron. Son Histoire de l’épuration comporte trois tomes. En comparant les statistiques des divers services gouvernementaux, il aboutit à une évaluation de 30 000 à 40 000 victimes. Toutefois, les services de gendarmerie et les Renseignements généraux prétendent qu'il a surestimé les chiffres des deux enquêtes sur l’épuration extrajudiciaire réalisées pour le ministère de l’Intérieur en 1948 et 1952.
En 1968, Peter Novick publie aux États-Unis une thèse qui critique les évaluations de Robert Aron : il n’est traduit en français qu’en 1985, sous le titre L’Épuration française 1944-1949. Peu après, en 1988, paraît L’Épuration sauvage de Philippe Bourdrel.
À cause des polémiques, le Comité d’histoire de la Seconde Guerre mondiale (CHDGM), auquel succède en 1981 l’Institut d’histoire du temps présent (IHTP), lance une enquête exhaustive sur le nombre de victimes de l’épuration extrajudiciaire et judiciaire. L’enquête débute en 1967. Dans chaque département, les correspondants du CHDGM sont chargés de déterminer le poids de la répression extralégale à la Libération et de l’activité des sections départementales des cours de justice.
Le dernier compte-rendu de cette étude sur la répression des faits de collaboration paraît dans la revue Vingtième siècle. Revue d’histoire au premier trimestre 1992 (no 33). Henry Rousso y signe un article intitulé « L’épuration en France : une histoire inachevée », qui donne les statistiques de 84 départements sur 90 (les 6 départements manquants sont : l'Hérault, les Landes, le Loiret, la Loire-Atlantique, le Lot-et-Garonne et l'Oise) : 8775 exécutions sommaires lors de l’épuration extrajudiciaire, que ce soit avant ou durant la Libération,.

### Sanctions contre les auteurs d’actes d’épuration extrajudiciaire
Des femmes tondues ont tenté des actions en justice contre leurs tondeurs mais leur action a été disqualifiée, elles n’étaient pas considérées comme des victimes (Bénédicte Vergez-Chaignon).
La loi d’amnistie de 1951 a fait obstacle à la répression des actes d'exécution extra-judiciaires étant donné qu'elle couvrait « tous faits accomplis postérieurement au 10 juin 1940 et antérieurement au 1er janvier 1946 dans l’intention de servir la cause de la libération du territoire ou de contribuer à la libération définitive de la France » (article 30).
Avant même le vote de cette loi, les familles de victimes d’exécutions extra-judiciaires se sont vu pour beaucoup refuser une enquête digne de ce nom ce qui a abouti à une amnistie de fait entérinée ensuite par une amnistie de droit.

## Épuration judiciaire
L’enquête gouvernementale de 1948 donne 791 condamnations à mort exécutées, et celle de 1952, 767 exécutions. Les deux chiffres sont malgré tout concordants.

### Épuration en Algérie française
L’épuration judiciaire naît à Alger (Algérie française) le 18 août 1943,, par l’ordonnance du Comité français de libération nationale (CFLN) coprésidé par le général de Gaulle et le général Giraud. Cette ordonnance institue une commission consultative d'épuration, avec de faibles moyens: une voiture pour sillonner l'Afrique du Nord.
À la suite du débarquement en Afrique du Nord de novembre 1942, des hauts fonctionnaires de Vichy et même un ancien ministre de l’intérieur, Pierre Pucheu, furent faits prisonniers. Ce dernier est inculpé fin août 1943. Son procès commence le 4 mars 1944. Accusé de trahison, il est exécuté le 20 mars 1944.

### Internement administratif
Dans toute la France, les structures ayant servi à l’internement des résistants, des nomades, des Juifs, des Républicains espagnols, resservent pour les collaborateurs présumés,,,,,. Une dizaine de départements n’ont pas de lieu d’internement, alors que d’autres en possèdent plusieurs. En décembre 1944, le ministère de l’Intérieur donne une liste de 171 sites d’internement. Ce sont des camps, mais aussi un lycée, des casernes, des châteaux, etc. Dans la région parisienne, les collaborateurs ont été rassemblés au vélodrome d’Hiver et au camp de Drancy, ainsi qu’à la prison de Fresnes. Le quotidien Combat mentionne que les gardiens de Fresnes assaillaient le détenu Tino Rossi pour lui demander des autographes. Ce fut le cas pour d’autres célébrités, telles Pierre Benoit ou Arletty.
Dans la région toulousaine, le camp de Noé est mis à contribution.
L’ordonnance du 4 octobre 1944 autorise les préfets (préfet de police pour la Seine) à procéder à l’internement de personnes jugées dangereuses, jusqu’à la cessation des hostilités (il se passe 11 mois entre le débarquement de Normandie et la fin de la guerre). Dans une circulaire du 30 août 1945, Adrien Tixier, ministre de l’Intérieur, précise que le décret indiquant la fin des combats n’est pas paru mais qu’il convient « de revenir au plus tôt à la légalité républicaine ». Aussi les nouveaux internements sont-ils interdits, sauf dans des cas graves (espionnage, marché noir important). La loi du 10 mai 1946 fixe la date légale de cessation des hostilités, et le dernier interné sort fin mai du camp des Alliers en Charente.
Le nombre des internés est difficile à évaluer. Les archives nationales conservent des données du ministère de l’Intérieur indiquant la présence de 49 000 internés environ en décembre 1944, ce qui est un minimum, les données du ministère n’intégrant pas quelques départements. En outre, l’Alsace-Lorraine n’est pas libérée. Les sites d’internement accueillent toujours 39 000 internés, dont 18 000 étrangers, en juillet 1945 pour descendre à 4 200 en décembre 1945.
Un rapport du ministère de l'intérieur daté d'avril 1945 compte plus de 125.000 personnes arrêtées depuis la Libération. Mais, l'historien Pierre Denis Boudriot retient le chiffre bien moindre de "plus de 50.000". Peut-être pense-t-il que le ministère de l'intérieur ne compte pas que les collabos, mais tous les arrêtés sans distinction. Aussi, cite-t-il le témoin collabo Henry Charbonneau qui estime à plus de 100.000 les "internés" à l'été 45.
Les internés sont surtout des « politiques » et des civils allemands (après la libération de l’Alsace-Lorraine). Des nomades, des trafiquants du marché noir et quelques droits communs complètent les données.
Au début de la Libération, les camps servent aux groupes de résistants pour entasser les suspects arrêtés partout, par tous. Les camps sont parfois entièrement gérés par les Résistants (Drancy), jusqu’à l’arrivée des autorités compétentes, en l’occurrence la gendarmerie (le 15 septembre 1944 pour Drancy). Pour certains collaborateurs, l’internement est un moyen d’éviter les représailles.
Les camps se confondent parfois avec les prisons, ainsi on trouve des internés administratifs dans les prisons et des prévenus (suspects en attente de jugement) dans les camps d’internement administratif.
Afin de répondre aux enjeux de gestion desdits camps, Adrien Tixier crée dès le 31 octobre 1944 des commissions de contrôle des camps d’internement et des assignations à résidence. Présidée par un magistrat ou un ancien magistrat, assisté d’un représentant du Comité départemental de libération (CDL), et d’un fonctionnaire du secrétariat général à la police, une commission siège dans Chaque district judiciaire.
Une commission nationale mise en place à Paris se charge des difficultés de ravitaillement, de l’afflux soudain d’internés, dans les zones de combat, des conditions d’internement. La Croix-Rouge intervient régulièrement avec l’aval des autorités dans les camps. L’entassement aidant, l’hygiène est souvent lamentable. Les paillasses sont de rigueur, et pas assez nombreuses, idem pour les couvertures. De plus, comme pour les populations, la pénurie alimentaire guette et la nourriture servie aux internés n’est pas très riche.
Les camps sont dirigés par des Résistants, le personnel de garde est parfois celui qui assurait l’encadrement des internés durant l’Occupation. Comme pour toutes les professions, il était difficile de faire table rase du passé. Les volontaires embauchés durant la Libération n’avaient pas toujours les qualifications nécessaires.

### Épuration légale

#### Ordonnances du GPRF relatives à l’épuration
Le Gouvernement provisoire de la République française (GPRF) rédige toute une série d’ordonnances permettant d’épurer la société française. Les textes concernent toute la population (Ordonnances du 26 juin 1944, du 26 août 1944…), ou des catégories spécifiques de la population (Ordonnances du 18 janvier 1945, du 5 mai 1945…).
Ces textes posent un problème en droit quant à la rétroactivité de leur action.

#### Indignité nationale
Pour éviter que les collaborateurs ne puissent occuper des postes à responsabilités, il faut pouvoir en limiter l’accès. La « nécessité d’une purification de la patrie » oblige à tenir compte alors de ce que l’on peut appeler la collaboration « diffuse ». Car la loi n’a pas défini toutes les formes de collaboration, et sans enfreindre directement la loi, des personnes ont soutenu les idées totalitaires. L’ordonnance du 26 août 1944 vise à compléter la liste des crimes relevant de la collaboration et instaure un état d’indignité nationale. Par l’adhésion à des partis collaborationnistes, la diffusion des idées nazies ou vichystes, des Français se sont mis en état d’indignité nationale au sens de l’ordonnance.
Les chambres civiques des cours de justice sont chargées de déclarer les personnes mises en cause en indignité nationale ou pas. Lorsque l’accusé est mis en état d’indignité nationale il est condamné à une peine de dégradation nationale. La peine est infligée pour une durée donnée ou pour toujours, à perpétuité. L’indignité sert de peine complémentaire dans les cours de justice, alors qu’elle est la peine principale dans les chambres civiques.
La condamnation s’inscrit sans conteste sur le terrain de la justice politique. Car la loi prévoit d’« interdire à certains individus diverses fonctions électives économiques et professionnelles qui donnent une influence politique à leurs titulaires », écartant de la haute fonction publique, comme des mandats syndicaux et politiques ceux qui ont mal choisi leur camp. Les notions de « citoyen indigne » ou de « pratiques antinationales » montrent la volonté d’entreprendre une épuration politique au sens propre du terme.

### Juridictions
Le GPRF met en place une justice d’exception et crée des tribunaux spéciaux pour juger les faits de collaboration. La Haute Cour de justice pour les membres des gouvernements, les cours de justice pour le tout-venant relevant du code pénal, et les chambres civiques des cours de justice pour le reste. Les chambres civiques ont failli s’appeler sections spéciales des cours de justice. Le rédacteur de la loi n’avait sans doute pas connaissance des sections spéciales utilisées par le gouvernement de Vichy pour juger les coupables de crimes politiques.

#### Haute Cour de justice

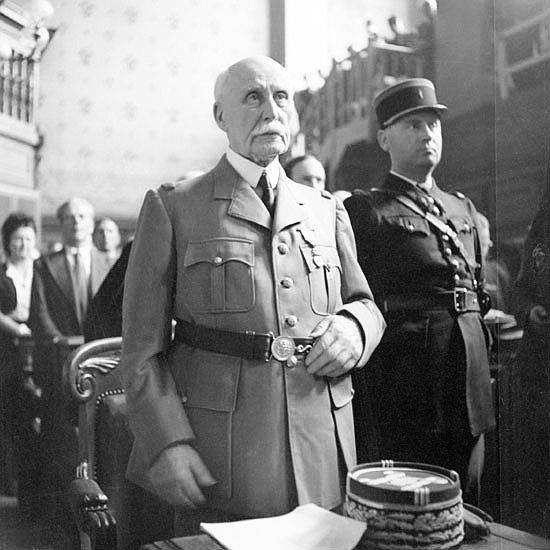
Procès de Pétain.

Une Haute cour de justice existe déjà dans la Constitution de la IIIe République, créée par les lois des 16 et 24 février 1875,,,,. Elle est recréée le 18 novembre 1944. Sise à Paris, elle est chargée de juger le chef de l’État français, Philippe Pétain, les membres de ses gouvernements (ministres, secrétaires d’État), les commissaires généraux, les résidents généraux, les gouverneurs généraux, les hauts-commissaires, et leurs éventuels complices.
Elle n’est plus mise en place par les sénateurs. Elle est présidée par le premier président de la Cour de cassation, assisté du président de la chambre criminelle de la Cour de cassation, et du premier président de la cour d'appel de Paris. La Haute Cour de justice se compose de 24 jurés, tirés au sort sur deux listes (12 par liste). La première liste comprend 50 sénateurs ou députés en cours de mandat au 1er septembre 1939, n’ayant pas voté les pleins pouvoirs à Philippe Pétain le 10 juillet 1940 (Loi constitutionnelle du 10 juillet 1940). La seconde liste est constituée de 50 personnes choisies par l’Assemblée consultative dans les mouvements de résistance. La loi du 27 décembre 1945 modifie la composition de la Haute Cour de justice, ainsi, elle est dorénavant constituée de 27 membres, trois magistrats, et 24 jurés tous tirés au sort sur une liste de 96 députés de l’Assemblée nationale constituante, élus le 21 octobre 1945 (article 1). La part des formations politiques dans la liste des 96 députés est proportionnelle au nombre de députés de chaque parti dans l’Assemblée. De fait la Haute Cour de justice devient une Haute Cour parlementaire.
L’article 10 de l’ordonnance précise que les décisions de la Haute Cour de justice sont prises en commun par les magistrats et les jurés, et doivent être motivées. Le principe de sursis ne s’applique pas aux condamnés par la Haute Cour de justice. Il n’existe pas de pourvoi en cassation, le seul recours possible étant la grâce.
La Haute Cour de justice est modifiée à nouveau par la loi 15 septembre 1947.
Finalement, elle redevient ce qu’elle était au départ, une cour purement parlementaire par la loi du 19 avril 1948. Cependant, le Sénat cède la place à l’Assemblée nationale. La Haute Cour de justice comporte 15 membres, un président, deux vice-présidents et douze jurés choisis parmi une liste de 72 députés. La part de chaque groupe parlementaire dans la liste de jurés est proportionnelle au poids politique des dits groupes dans l’Assemblée nationale.
Le premier procès fut celui de l’amiral Jean-Pierre Esteva, résident général de France en Tunisie. Il est condamné à la détention à perpétuité le 15 mars 1945. Il évite la peine de mort, car la cour reconnaît que l’accusé a aidé des patriotes en mai 1943, juste avant de quitter la Tunisie. Malade, Esteva est gracié le 11 août 1950. Il meurt quelques mois plus tard.
Le 23 juillet 1945, s’ouvre le procès du maréchal Pétain, un procès durant lequel le plus jeune avocat du Maréchal, Jacques Isorni, enflamme le prétoire. Cependant, le 15 août 1945, la Haute Cour de justice condamne Philippe Pétain à la peine de mort. Mais, au vu de son âge et de ses états de service durant la Première Guerre mondiale, Philippe Pétain voit sa peine commuée en réclusion à perpétuité.
Pierre Laval, président du Conseil par deux fois (de juillet à décembre 1940, et d'avril 1942 à août 1944), réussit à s’enfuir en Espagne. Cependant Franco le renvoie à Innsbruck (Autriche) en pleine zone d’occupation des États-Unis. Laval est arrêté et livré aux autorités françaises. Son procès s’ouvre début octobre 1945. L’ancien chef du gouvernement est condamné à mort pour trahison le 9 octobre 1945 et fusillé une semaine plus tard, le 15 octobre, au château de Vincennes.
Le dernier procès concerne André Parmentier, directeur général de la police, et secrétaire général du ministère de l’Intérieur. Condamné à 5 ans d’indignité nationale le 1er juillet 1949, il est de suite relevé de sa condamnation pour faits de résistance.
La cour se réunit encore mais au 1er juillet 1949, elle a instruit 108 dossiers et rendu 108 jugements :
- dans 8 dossiers, les justiciables sont morts avant jugement, donc l’action juridique s’éteint : Jean Bichelonne mort en Allemagne en décembre 1944, Joseph Barthélemy…
- 3 acquittements : Émile Laure (secrétaire général du chef de l'État) le 2 juillet 1948, Félix Olivier-Martin (secrétaire général de la jeunesse) le 28 juin 1949 et Marcel Peyrouton, gouverneur général de l’Algérie le 23 décembre 1948.
- 42 non-lieux : Jacques Le Roy Ladurie (12 décembre 1945), Jérôme Carcopino (11 Juillet 1947), Weygand…
- 18 peines de mort, dont 3 exécutées (Pierre Laval, Joseph Darnand, Fernand de Brinon), 5 commuées (Philippe Pétain, Henri Dentz, Raphaël Alibert…), et 10 contumaces (Darquier de Pellepoix, Maurice Gabolde, Abel Bonnard…). Citons également le cas de Jacques de Lesdain condamné à mort par contumace en 1950.
- 8 peines de travaux forcés, dont 6 à temps (Jacques Chevalier, Paul Baudouin, Charles Nogues…), et 2 à perpétuité (Gabriel Auphan, Hubert Lagardelle),
- 14 peines de prison, dont 13 à temps (Yves Bouthillier, André Marquis, Henri Bléhaut, Xavier Vallat…), et 1 à perpétuité (Jean-Pierre Esteva),
- 15 peines de dégradation nationale, comme peine principale (François Piétri, Adrien Marquet, …), dont 7 seront suspendues pour « fait de résistance » (Jean Ybarnegaray, André Parmentier, René Bousquet…).

La Haute Cour de justice se réunit à nouveau entre 1954 et 1960 lorsque des condamnés par contumace se rendent ou sont faits prisonniers. La cour est systématiquement plus indulgente que lors du jugement par contumace. 20 ans de travaux forcés pour le résident général au Maroc, Charles Noguès, le 28 novembre 1947 (contumace), et l’indignité nationale relevée immédiatement pour le même le 26 octobre 1956.

#### Cours de justice
Les cours de justice sont créées par l’ordonnance du 26 juin 1944. Pour le GPRF, il convient d’organiser l’épuration et affirmer son autorité sur les territoires libérés.
Tout d’abord, elles sont installées dans les villes où siègent les cours d’appel. Puis la nécessité aidant chaque département possède sa cour de justice. 90 au départ, les cours de justice sont au nombre de 30 en janvier 1946 et 25 en janvier 1947. La cour de justice de Paris est la dernière à cesser son activité. Les cours de justice sont supprimées par une loi du 29 juillet 1949. Cependant si l'affaire avait été jugée en contumace, le contumax rattrapé par la justice après le 29 juillet 1949 passe devant la cour de justice de la Seine. Après 1951, Les juridictions militaires prennent le relais.
L’article 6 de l’ordonnance indique que la procédure que doivent suivre les cours de justice est celle d’une cour d’assises.
Elle est composée d’un magistrat président la cour, de quatre jurés désignés par une commission où siègent des magistrats et des membres du comité départemental de libération (CDL), d’un commissaire du gouvernement, faisant office de procureur, et d’un juge d'instruction.
D’après le bilan définitif officiel, au 31 janvier 1951, le total des dossiers traités par les cours de justice (y compris leur chambre civique) est de 311 263. 183 512 dossiers sont classés sans suite (140 011 avant information, 43 501 après information).
Les cours de justice jugent 57 954 dossiers, permettant de statuer sur le cas de 55 331 personnes :
- 6 724 acquittements,
- 6 763 peines de mort, 2 853 prononcées en présence de l’accusé, dont 767 exécutées (le reste soit 2 086 condamnations à mort est commué), et 3 910 contumaces,
- 13 339 peines de travaux forcés, dont 2 702 à perpétuité (2248 en présence de l’accusé, 454 contumaces), et 10 637 à temps (8 864 en présence de l’accusé, 1 773 contumaces),
- 2 044 peines de réclusion criminelle (1 956 en présence de l’accusé, 88 contumaces),
- 22 883 peines de prison,
- 3 578 peines de dégradation nationale, comme peine principale (3 559 en présence de l’accusé, 19 contumaces).

#### Jurys d’honneur
Par l’ordonnance du 21 avril 1944, le GPRF décide d’exclure, en déclarant inéligibles, les membres des gouvernements du 16 juin 1940 à la Libération, les fonctionnaires révoqués à la Libération, les profiteurs de guerre, les membres du conseil national, les conseillers de Paris et les membres des conseils départementaux (sauf s’ils ont été élus avant 1940), et enfin les parlementaires ayant voté « oui » en juillet 1940 ou ayant conservé une fonction après 1942, même honorifique. Ils peuvent cependant être relevés de cette condamnation par le préfet. La décision est ensuite confiée au jury d'honneur.

#### Chambres civiques
Créées par l’ordonnance du 26 août 1944, le premier nom complet fut : section spéciale des cours de justice. La ressemblance avec des sections spéciales des cours d’appel de sinistre mémoire (récente) entraîne la modification du nom. Après l’ordonnance du 30 septembre 1944, le président et les quatre jurés siègent à la chambre civique de la cour de justice.
Chaque chambre civique a pour but de juger les personnes dont les actions ne sont pas punissables pénalement. Elle met les condamnés en état d’indignité nationale, et les punit de dégradation nationale.
D’après le bilan définitif officiel, au 31 janvier 1951, les chambres civiques des cours de justice jugent 69 797 dossiers, permettant de statuer sur le cas de 69 282 personnes :
- 19 453 acquittements,
- 14 701 dégradations nationales à vie : 9 946 prononcées en présence de l’accusé, et 4 755 par contumace,
- 31 944 dégradations nationales à temps : 30 617 prononcées en présence de l’accusé, et 1 327 par contumace,
- 3 184 personnes sont condamnées mais relevées de suite de leur peine pour faits de résistance.

#### Juridictions militaires
Les juridictions militaires ont fonctionné avant l’instauration des cours de justice et après pour juger le reliquat des affaires en cours. L’enquête du CHSGM pour l’épuration judiciaire indique que pour 77 départements, 769 condamnations exécutées.

### Grâce présidentielle
Charles de Gaulle annonce dans ses mémoires que 2 071 recours en grâce lui furent présentés. Il en rejette 768, et accorde 1303 grâces. C'est le cas de Jacques Vasseur, Philippe Pétain et Christian Sarton du Jonchay.

## Autres épurations

### Épuration des intellectuels
L’épuration des intellectuels est à la fois extrajudiciaire et judiciaire,,,,,,. Elle est de nature différente des autres formes d'épuration.
Les intellectuels ont une visibilité excellente sur la situation de la France pendant la guerre. Ils créent eux-mêmes des sources pour la justice. Les écrits produits durant l’occupation serviront à condamner leurs auteurs, lorsque ces derniers se laissaient aller à prôner la victoire de l’Allemagne, la gloire de l’Europe nouvelle ou du maréchal Pétain, que ce soit à la radio (TSF), dans les journaux et le reste de la presse écrite, au cinéma.
Les journalistes, écrivains, pamphlétaires, chroniqueurs, hommes de radio ou d’esprit s’exprimaient auprès du public comme ils le font toujours. Certains s’engagent totalement dans la collaboration et font partie du personnel politique responsable de la nation. Le secrétaire d’État à l’Information est chargé de la propagande de Vichy et de ses alliés, Philippe Henriot le paie de sa vie, le 28 juin 1944, tué par la Résistance.
À la Libération, les acteurs français de la collaboration au nazisme et leurs encenseurs sont confondus comme responsables de l’occupation, y compris de la répression des résistants, des Juifs, des Tziganes, etc. Les quatre années d’occupation, et le marasme qui les accompagne au quotidien pour la population et a fortiori pour les persécutés, sont jugés sur pièces, et les auteurs de toutes sortes en fabriquent — cf. Publications antisémites en France.
Aux premières loges, les intellectuels parisiens, ceux qui sont supposés avoir collaboré sont rapidement arrêtés. Le Vel d’hiv, Fresnes, Drancy se remplissent d’écrivains, d’acteurs, de journalistes. Beaucoup sont relâchés après « instruction » de leur dossier (Pierre Benoit, Sacha Guitry…). Mais, d’autres prennent le chemin de la préventive avant de comparaître devant la cour de justice de Paris. Le mouvement est visible dans toute la France. En province, l’élément le plus visible de l’épuration des intellectuels fut la génération spontanée de journaux nés sur les cendres des journaux ayant paru durant l’occupation. L’ordonnance du 30 septembre 1944 relative à la presse interdit tous les titres nés, ou ayant continué de paraître après le 25 juin 1940. Le Maine libre remplace La Sarthe, Le Dauphiné libéré s’installe dans les Alpes, La Charente devient Libre, La Petite Gironde devient Sud Ouest.
Dans la presse, les épurés sont plutôt journalistes que dirigeants de journal. Même, s’il existe des contre-exemples de taille. Ainsi, en novembre 1944, Georges Suarez, directeur du journal Aujourd’hui, auteur de Pétain ou la démocratie ? Il faut choisir ? en 1942 est exécuté le 9 novembre. Albert Lejeune, directeur de nombreux journaux de province et de la société du journal L'Auto, a de très bons rapports avec la « Propaganda Abteilung in Frankreich », organe de propagande de l’armée allemande. Ce qui lui vaut d’être arrêté dans les Bouches-du-Rhône après la Libération. Il est inculpé d’intelligence avec l’ennemi, condamné à mort, et exécuté à Marseille le 3 janvier 1945.
Dans le domaine de l'édition, les dénonciations sont variables selon les positions. De nombreux éditeurs sont inculpés et auditionnés : tels Gaston Gallimard qui doit suspendre La Nouvelle Revue française, Robert Denoël (qui publie Louis-Ferdinand Céline notamment), bénéficient d'un non lieu en juillet 1945, quant à Bernard Grasset, il se voit interdit d'exercer. Robert Brasillach, rédacteur en chef de Je suis partout, et dont Gallimard a édité un recueil de textes en 1941, « Le procès de Jeanne d’Arc », est condamné à mort. Il est fusillé le 6 février 1945. La condamnation à mort et la pétition de soutien au recours en grâce de Brasillach divisent la communauté littéraire entre les « indulgents » et les « intransigeants ». Le clan des « intransigeants » est formé par la nouvelle génération née de la Résistance (Jean-Paul Sartre, Vercors, Paul Éluard), génération qui revendique la pleine responsabilité de l’écrivain, et le clan des « indulgents », des aînés d’avant-guerre pouvant aussi s'être engagés dans la Résistance (Jean Paulhan, Georges Duhamel, François Mauriac) qui revendiquent le droit à l’erreur. Un autre auteur de renom, l'écrivain maritime Paul Chack, est fusillé le 9 janvier 1945. L'écrivain et journaliste Lucien Rebatet, qui avait cependant refusé un poste dans l'administration de l'information vichyste, est condamné à la réclusion temporaire ; il mourra de vieillesse sans avoir renié ses convictions.
Des journalistes de la radio sont aussi condamnés à mort par la cour de justice de Paris : Jean Hérold-Paquis responsable éditorial à Radio Paris, membre de la Milice française, Jean Luchaire, un ultra de la collaboration, qui dirigea le journal La France et la radio Ici la France en tant que ministre de l’information du « gouvernement » français en Allemagne.
Le Comité national des écrivains édicte des listes entre septembre et novembre 1944 d’« écrivains indésirables »,. Les membres du CNE s’engagent à ne pas travailler avec les éditeurs qui emploieraient des écrivains ayant aidé moralement ou matériellement l’Occupation.
Le syndicat des chansonniers s’épure également seul. Les chansonniers se « désolidarisent » d’une dizaine de leurs collègues qui ont prêté leur verve à des galas ou des émissions de radio jugés engagés dans le soutien à Vichy ou à la collaboration.
L’épuration spécifique des intellectuels au niveau professionnel est régie par une ordonnance : L’Ordonnance du 30 mai 1945 relative à l’épuration des gens de lettres, auteurs et compositeurs, des artistes peintres, dessinateurs, sculpteurs et graveurs crée deux comités qui se partagent la tâche :
- le comité national d’épuration des gens de lettres, auteurs et compositeurs ;
- le comité national d’épuration des artistes peintres, dessinateurs, sculpteurs et graveurs.

Les comités prononcent des peines professionnelles : interdiction de jouer, d’éditer, de « prononcer des conférences et des causeries » (article 3), d’exposer, de vendre (article 4), de percevoir des droits d’auteur et de reproduction. Les revenus (droits d’auteur et de reproduction) des condamnés sont versés à des œuvres. Les sanctions ne peuvent excéder une durée de deux ans.
Dans le cinéma, une première épuration, officieuse, a lieu à partir de juin 1944, du fait de résistants de base du métier. Des acteurs (Albert Préjean, Viviane Romance, Arletty), des réalisateurs (Léo Joannon), des journalistes compromis dans des films de propagande (André Castelot). À partir de septembre 1944, le Comité de libération du cinéma français, créé clandestinement en 1943 et dirigé par Pierre Blanchar, Jean-Paul Le Chanois (alias commandant Marceau) et Louis Daquin, prend le relais ; il procède à des suspensions comme celles de Jean Mamy (réalisateur), d'Armand Thirard (technicien) ou de Raoul Ploquin (producteur). Enfin après décembre 1944, c'est la section cinéma du Comité régional interprofessionnel d'épuration (CRIE), qui prend une charge une épuration officielle. Entre 1945 et 1949, c'est un peu plus de 1 000 dossiers d'épuration qui arrivent devant la section. Cette épuration officielle est de plus en plus indulgente, parce que le pardon fait, comme ailleurs, son chemin, mais aussi pour relancer la filière cinématographique de plus en plus menacée par le cinéma hollywoodien.
Des professionnels du cinéma particulièrement compromis en répondent en outre devant les cours de justice, tels Robert Le Vigan, condamné à 10 ans de travaux forcés par celle de la Seine en 1946 - et qui, libéré en 1948, finira ses jours en Argentine -, ou Jean Mamy, que la même cour condamne à mort en 1948 et qui sera fusillé en 1949.

### Épuration administrative
Sont créées des commissions d’épuration départementales au sein de chaque administration et une commission centrale dans chaque ministère qui sont chargées de réaliser l'épuration dans l'administration. Entre 22 000 et 28 000 fonctionnaires et employés des entreprises nationales seront sanctionnés par ces commissions, soit entre 1,4 et 1,8 % du nombre de fonctionnaires. Près de la moitié des sanctions sont des exclusions définitives (licenciements ou retraites d'office). Les ministères les plus concernés sont ceux de l'intérieur, de l'éducation, des transports (SNCF), des finances, des PTT. Excepté Maurice Papon (condamné en 1998 après 17 ans de procédure), aucun préfet n'a été sanctionné.

### Épuration dans l'armée
À l'exception notoire de l'amiral Charles Platon, ministre des Colonies dans le gouvernement de Vichy de 1940 à 1943, exécuté le 28 août 1944 par des FTP locaux après un procès sommaire, les membres du Haut Commandement de l'Armée sont justiciables devant la Haute Cour, qui instruit 108 dossiers dont ceux de 24 officiers généraux, 11 amiraux, 8 généraux de l'armée de terre et 5 généraux de l'armée de l'air. Mais la première condamnation est prononcée par le tribunal militaire d'Alger en mai 1944 à l'encontre de l'amiral Derrien. Il est condamné à la prison à perpétuité pour avoir livré le port de Bizerte aux Allemands.
Il est reproché à la majorité des militaires d'avoir simplement obéi à un gouvernement déclaré illégitime par les nouveaux dirigeants. Aussi les quatre condamnations à mort seront commuées en détention à perpétuité. Il s'agit de Jean-Pierre Esteva, résident général en Tunisie lors du débarquement des alliés en Afrique du Nord, Henri Dentz, commandant les forces de Syrie en 1940-1943, Jean de Laborde qui a exécuté le sabordage de la flotte française à Toulon et Eugène Bridoux, ce dernier, en fuite en Espagne, étant condamné par contumace. Le cas du maréchal Pétain est naturellement traité à part.
Des amiraux ou généraux sont condamnés à des peines d'emprisonnement de deux à dix ans : Abrial, Robert, Bléhaut, Auphan, Marquis, Bergeret, Delmotte, et le général Noguès, ce dernier par contumace. D'autres bénéficient d'un non-lieu après de longues procédures, comme pour Weygand ou Laure.
La situation de nombre d'officiers supérieurs ou subalternes a aussi fait l'objet d'un examen par les commissions d'épuration des armées. Un peu plus de 3000 d'entre eux ont été mis à la retraite d'office ou rayés des cadres. Des mesures d'amnistie réduiront les peines et réintégreront une partie des cadres.

### Épuration religieuse
À la Libération, le général de Gaulle et le CNR dont le président d'alors est le démocrate-chrétien Georges Bidault souhaitent une épuration de l'épiscopat lequel, dans sa majorité, a prôné l'obéissance au maréchal Pétain et fait en quelque sorte, selon eux, le jeu de la propagande de l'occupant. Pour Bidault, la mesure devait porter sur un tiers de l'épiscopat. Dans un premier temps, de Gaulle exige le départ du nonce Valerio Valeri que Pie XII, avec réticence, accepte de remplacer par monseigneur Roncalli, futur pape Jean XXIII.
André Latreille, résistant gaulliste et sous-directeur des cultes, est chargé de faire avancer le dossier. Il doit composer avec le nouveau nonce qui va agir avec ténacité dans le sens d'une indulgence. Il n'admet comme argument que le cas d'odium plebis (cas où un évêque aurait suscité la haine de ses fidèles). Les négociations traînent de février à mai 1945, et l'opinion publique est assez indifférente à la question. Le pape enfin déclare être prêt à faire un geste si le couperet se limite à quelques évêques, sans toucher aux cardinaux.
Le gouvernement de la République obtient la démission de :
- François-Louis Auvity, évêque de Mende ;
- Florent du Bois de la Villerabel, archevêque d'Aix-en-Provence ;
- Henri-Édouard Dutoit, évêque d'Arras ;
- Roger Beaussart, évêque auxiliaire de Paris, qui paie l'intouchabilité, en tant que cardinal, de l'archevêque de Paris Emmanuel Suhard.

Certains cas épineux sont finalement épargnés : l'évêque de Poitiers Édouard Mesguen, celui de Saint-Brieuc François Serrant et l'archevêque de Bordeaux Maurice Feltin, futur cardinal.
S'y ajouteront, à la demande de De Gaulle, les vicaires apostoliques de Saint-Pierre et Miquelon, de Dakar et Rabat. En contrepartie de la modération dont ont fait preuve les pouvoirs publics, Pie XII acceptera d'accorder le cardinalat à Jules Saliège archevêque de Toulouse, Clément Roques, archevêque de Rennes et Pierre Petit de Julleville, archevêque de Rouen.

### Épuration économique

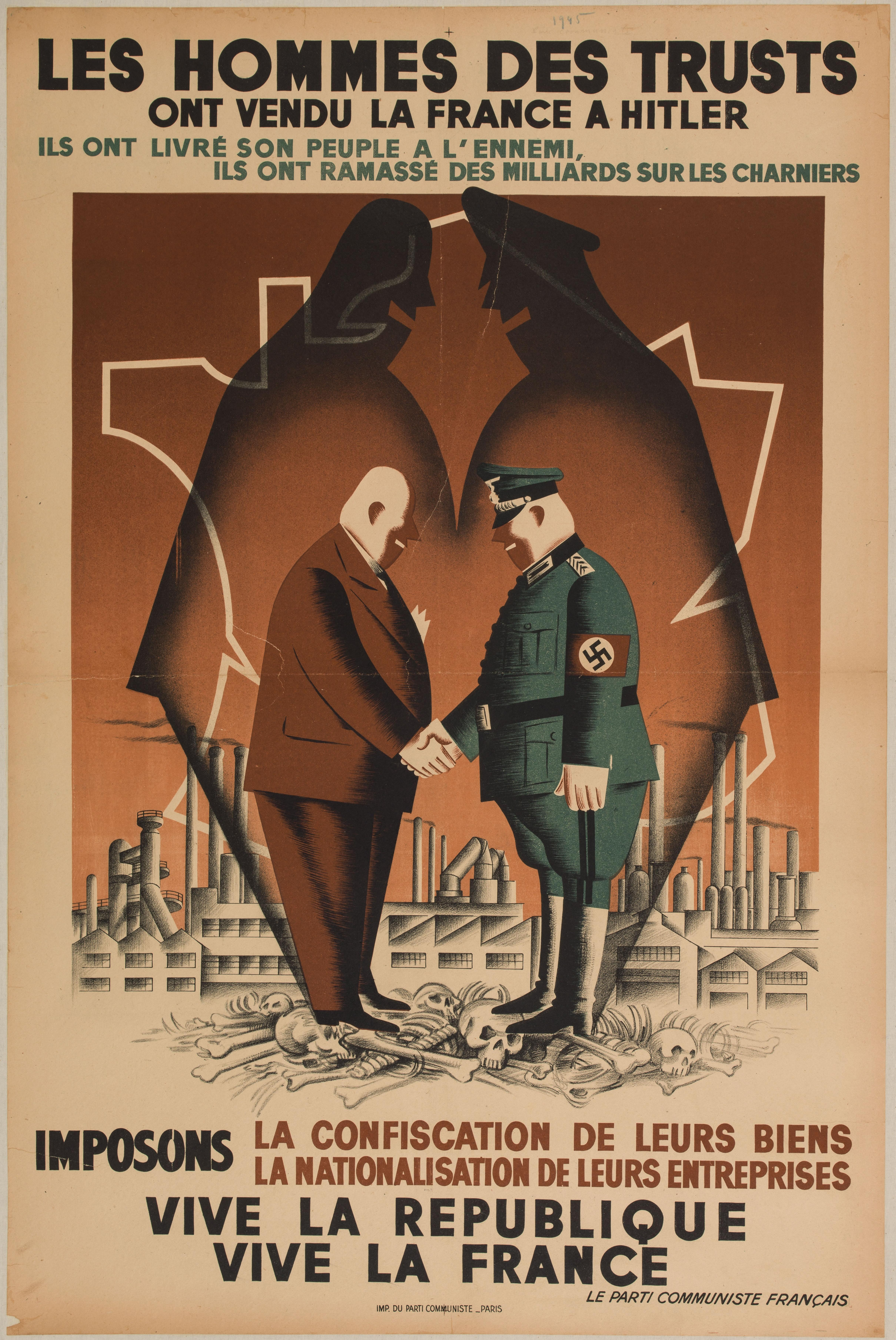
Affiche du Parti communiste français accusant les hommes des trusts d'avoir collaboré avec l'occupant nazi (1945).

Durant l'Occupation du territoire, les usines Renault produisirent nombre de véhicules pour l'armée allemande. À la Libération, Louis Renault fut donc arrêté comme collaborateur en 1944 et mourut en prison avant son procès dans des circonstances obscures. Ses usines sont saisies par le gouvernement provisoire et nationalisées sous le nom de « Régie Nationale des Usines Renault » pour intelligence avec l'ennemi.
Une des affaires les plus importantes de cette épuration économique est le scandale du classement sans suite de l'affaire Brice au cours duquel fut jugé l'ingénieur et patron Pierre-Louis Brice pour sa participation à la construction du mur de l'Atlantique.

## Amnisties
Après la Seconde Guerre mondiale, l’État travaille à la réconciliation nationale. Le pays est exsangue, le 1er janvier 1946 les cartes de rationnement de pain, déclarées inutiles avant les élections municipales, législatives et sénatoriales de 1945, sont rétablies. Le pain, l’une des bases de l’alimentation à l’époque, est réduit à 200 grammes par jour le 27 août 1947. La guerre est gagnée depuis plus de deux ans. Le plan Marshall, plan d’aide américain, est mis en place à partir de 1947 ; c’est l’un des facteurs de la Reconstruction. Mais l’économie a besoin de bras et de compétences pour être mise en œuvre. Aussi, le GPRF ne peut laisser subsister très longtemps l’idée des « mauvais citoyens » à punir, prévalant dans les ordonnances relatives à la répression des faits de collaboration (Ordonnances du GPRF relatives à l’épuration). C’est pourquoi très vite des amnisties sont promulguées envers les collaborateurs. De plus, les textes ne sont pas toujours respectés à la lettre et des fautes exclues du champ d’application des textes sont parfois amnistiées.
Des historiens contemporains utilisent le néologisme de « désépuration » pour parler de cette période qui défait, par des lois d'amnisties et des restitutions d'entreprises confisquées, l'action de l'épuration.

### Amnistie du 16 août 1947
Le 16 janvier 1947, Vincent Auriol est élu président de la République ; il possède le pouvoir d’amnistie,. Cette puissance héritée de la royauté lui donne l’occasion de remettre des peines et donc de libérer des détenus. Le 16 août de la même année Vincent Auriol signe une large loi d’amnistie où se glissent quelques articles concernant les collaborateurs condamnés.
La loi concerne un public assez large. Après les auteurs d’infractions diverses, les titres II et III s’adressent aux mineurs, et à « certaines catégories de délinquants », incluant des personnes épurées.
L’article 17 précise que l’amnistie s’applique aux seuls cas de personnes condamnées pour avoir écrit ou distribué des documents « contraires aux intérêts du peuple français » mais sans manquer à « leur devoir d’attachement à la France ». Le champ d’application est donc réduit aux auteurs et propagandistes de la Révolution nationale, excluant les défenseurs de la Collaboration. De plus, l’article 20 concerne les colonies et leurs ressortissants. Il concerne les peines de dégradation nationale des Algériens, s’ils sont condamnés en Algérie, ainsi que toutes les peines relevant d’une simple obéissance aux directives de Vichy, s’ils sont condamnés en Métropole.

### Amnistie du 5 janvier 1951
Le 5 janvier 1951, le parlement vote une loi « portant amnistie, instituant un régime de libération anticipée, limitant les effets de la dégradation nationale et réprimant les activités antinationales ». De fait, c’est une loi d’amnistie spécialement consacrée aux personnes épurées. Cependant, comme toute loi d’amnistie[réf. nécessaire], il faut faire une demande.
Après avoir rédigé une demande d’amnistie, le détenu peut obtenir un décret en sa faveur. L’application de la loi entraîne la remise de toutes les peines principales, accessoires, et complémentaires, « notamment la relégation, ainsi que la disparition de toutes les déchéances, exclusions, incapacités et privations de droits attachés à la peine » indique l’article 14. Cependant, la confiscation des profits illicites est toujours appliquée.
Les honneurs ne sont pas rendus aux amnistiés. Ils ne sont pas réintégrés dans leurs fonctions et grades dont ils ont subi la déchéance, idem pour la Légion d’honneur et les décorations (articles 15 et 16).
La dégradation nationale instituait des déchéances et autres destitutions énoncées dans l’article 21 de l’ordonnance du 26 décembre 1944. Elles sont revues à la baisse. Avec la loi d’amnistie du 5 janvier 1951, les personnes encore punies de dégradation nationale, retrouvent une partie de leurs droits civiques. « La privation […] de tous les droits civiques et politiques » (article 21), est remplacée par « La privation […] de tous droits attachés à la capacité politique » (article 23). Ainsi la dégradation nationale ne comporte plus l’interdiction d’être curateur ou de faire partie d’un conseil de famille, d’avoir des responsabilités dans un syndicat, d’être gérant ou administrateur de société, et d’être directeur général ou secrétaire général d’une société de banque ou d’assurance, et de détenir ou porter une arme.
Les ex-collaborateurs peuvent faire de la finance ou chasser, mais n’ont toujours pas le droit d’enseigner, de posséder un média et de voter.
La loi fait bénéficier de l’amnistie, de plein droit, les prévenus condamnés à une peine de dégradation nationale à titre principal, qu’elle soit prononcée par la chambre civique ou la cour de justice. Si celle-ci ne dépasse pas quinze ans, compte tenu des différentes grâces attachées à la peine (article 2), ou si le prévenu a déjà été « excusé » au vu de ces actions pour la Résistance, mais est quand même en état d’ « indignité nationale » (article 1).
Les mineurs de vingt-et-un ans au moment des faits, sanctionnés par la cour de justice en vertu de l’ordonnance du 28 novembre 1944, sont aussi bénéficiaires de plein droit. Pour cela, il faut que la peine d’enfermement prononcée à leur encontre ne dépasse pas cinq ans, et qu’elle ne soit pas suivie ou précédée d’une autre condamnation (article 3).
La loi prévoit également des mesures individuelles élargissant la population pouvant être admise à l’amnistie. Ainsi les peines de dégradation nationale à titre principal n’entrant pas dans le cadre de l’article 2, c’est-à-dire étant supérieures à quinze ans, peuvent tout de même être admises au bénéfice de la loi (article 6). Le jeu de piste continue, en référence à l’article 3, l’article 7 permet aux mineurs ne satisfaisant pas la seconde condition, à savoir aucune autre condamnation, de voir leur peine annulée. L’article 9 autorise l’amnistie pour les personnes frappées d’une peine d’enfermement de moins de trois ans, compte tenu des grâces, ou expirée avant le premier janvier 1951. Il faut que la peine ne résulte pas d’une contumace, que le prévenu n’ait pas d’autres condamnations sur son casier judiciaire, et « qu’[il] ne [soit] pas coupable de dénonciations, qu’[il] n’[ait] pas par [ses] agissements, sciemment exposé ou tenté d’exposer des personnes à des tortures, à la déportation ou à la mort et qu’[il] n’[ait] pas sciemment concouru à l’action des services de police ou d’espionnage ennemis » (article 9).
Les « Malgré-nous », Alsaciens et Mosellans, incorporés de force après le 25 août 1942, de même les Musulmans ayant intégré des formations militaires aux ordres de Vichy, ou des Occupants allemands, sont amnistiés, sauf les responsables de crimes de guerre (articles 8 et 12).
Les résistants sont amnistiés, pour les actes accomplis dans l'intention de servir la cause de la libération du territoire ou de contribuer à la libération définitive de la France (articles 30 et 33).

### Amnistie du 6 août 1953
La loi d’amnistie du 6 août 1953, complète celle du 5 janvier 1951. Donc deux ans et demi seulement après la première loi d’amnistie, l’État édicte un nouveau texte, dont l’étendue est très importante. Conscients des critiques que peuvent leur valoir cette loi, les rédacteurs rédigent un premier article en forme de justificatif auprès de la Résistance :

« La République française rend témoignage à la Résistance, dont le combat […] a sauvé la nation. C’est dans la fidélité à l’esprit de la résistance qu’elle entend que soit aujourd’hui dispensée la clémence.

L’amnistie n’est pas une réhabilitation, ni une revanche, pas plus qu’elle n’est une critique contre ceux qui, au nom de la nation eurent la lourde tâche de juger et de punir. »

Les mesures définissant les bénéficiaires de plein droit sont regroupées dans les articles 2 à 10. Les faits ayant entraîné des peines de dégradation nationale à titre principal, sont amnistiés sans condition de durée ni de cause (article 2). Pour les prévenus condamnés par la cour de justice à des peines principales autre que la dégradation nationale, le nouveau texte reprend les restrictions énoncées à l’article 9 de la loi du 5 janvier 1951, en ajoutant les « coupables de meurtre, de viol » (article 4). La durée de peine maximale d’emprisonnement permettant de bénéficier de la loi, passe à cinq ans, avec une amende inférieure à 200 000 francs, ceci pour les condamnations sans grâces ultérieures (article 3). Les anciens combattants et mutilés de guerre bénéficient de conditions spéciales. La durée de la peine d’emprisonnement ne doit pas excéder dix ans, et l’amende éventuelle, 200 000 francs (article 7). Les faits d’aide économique à l’Allemagne réprimés dans l’ordonnance du 29 mars 1945, sont amnistiés selon les mêmes conditions (article 5).
Les prévenus bénéficiant de grâces, doivent avoir une peine de moins de cinq ans, ou dont la durée a expiré avant le 1er janvier 1952, de même l’amende attachée à la peine ne doit pas être supérieure à deux millions de francs (article 4). Sont exclues de ces deux dispositions, les personnes condamnées une autre fois à plus de deux ans d’emprisonnement.
L’article 6 de la loi amnistie les mineurs de dix-huit ans au moment des faits quels que soient les crimes, et les peines. Avec application des restrictions déjà citées, les mineurs de vingt-et-un ans au moment des faits sont eux aussi amnistiés quelle que soit la durée de leur peine.
Des amnisties par mesures individuelles sont prévues. En tenant toujours compte des restrictions définies dans l’article 4 de la loi, les personnes dont la durée d’emprisonnement, grâces incluses, ne dépasse pas quinze ans, et vingt pour les catégories visées à l’article 7, peuvent bénéficier à titre individuel de l’amnistie (article 11).
Au niveau politique, l’article 19 rend de nouveau éligibles pour toutes les élections, les personnes déchues de ce droit par l’ordonnance du 21 avril 1944 (ordonnance relative à l’organisation des pouvoirs publics après la Libération). Les hommes politiques ayant donné leur soutien à Vichy peuvent retrouver leur place, au moins au niveau local. Cette mesure permet en outre de légaliser des élections dont les vainqueurs n’auraient même pas dû se présenter compte tenu de l’ordonnance du 21 avril 1944.
La loi d’amnistie du 6 août 1953 annule la plupart des condamnations, seuls les cas les plus graves, en particulier les peines à perpétuité non commuées sont toujours applicables.

## Comparaison des épurations européennes
Les pays d’Europe occidentale étudiés (Norvège, Danemark, Pays-Bas, Belgique) ont modifié leur législation dans ce contexte. La Norvège, le Danemark, et les Pays-Bas ont rétabli la peine de mort pour l’occasion. Dans l’ensemble des pays étudiés, les lois édictées à la Libération sont rétroactives.
Le système de l’« indignité nationale » fut adopté par les 4 pays. Ainsi, les condamnés pour collaboration avec l’occupant allemand sont mis au ban de la société, par la limitation de leurs droits civiques, politiques, économiques. De plus, aux Pays-Bas, 60 000 personnes perdirent leur nationalité néerlandaise, pour s’être mises au service d’une puissance étrangère.
Les juridictions utilisées pour l’épuration des collaborateurs sont soit des tribunaux existants et modifiés (les tribunaux militaires belges comptent deux civils), soit des tribunaux d’exception créés pour l’occasion (aux Pays-Bas, 100 cours spéciales composées d’un juge et deux membres de la résistance jugent les cas les moins graves).
La Belgique, les Pays-Bas, et la Norvège permirent des arrangements judiciaires. Ainsi, le procureur proposait une peine, qui, acceptée par le prévenu, clôturait le dossier, et le procès n’avait pas lieu. Ce qui permit de réduire la durée de l’épuration judiciaire.
Si l’on rapporte le nombre de peines de prison prononcées en France à la population soit 38 000 peines pour 40 millions d’habitants, il apparaît que 94 Français pour 100 000 furent emprisonnés pour faits de collaboration. La même opération donne 374 Danois, 419 Néerlandais, 596 Belges et 633 Norvégiens pour 100 000 personnes.

## Comparaison avec l'occupation
L'épuration est considérée comme limitée en comparaison des chiffres de la répression effectuée par les nazis et les français collaborationnistes de 1940 à 1944 lors de l'occupation, estimés à 200 000 morts.